# Fred Guiol
Pour les articles homonymes, voir Guiol.
Fred Guiol, né le 17 février 1898 à San Francisco (en Californie, aux États-Unis), et mort le 23 mai 1964 à Bishop (en Californie, aux États-Unis), est un réalisateur, scénariste et producteur américain.

## Biographie
Fred Guiol a épousé Ethel May Hall (1900 - 1960).

## Filmographie

### Comme réalisateur
- 1923 : Heavy Seas
- 1923 : The Great Outdoors
- 1924 : Help One Another
- 1924 : Hit the High Spots
- 1924 : Don't Park There
- 1924 : Battling Orioles
- 1924 : The Goofy Age
- 1924 : Meet the Missus
- 1925 : A Sailor Papa
- 1925 : The Haunted Honeymoon
- 1925 : Sure-Mike
- 1925 : Tell It to a Policeman
- 1925 : The Bouncer
- 1925 : The Big Kick
- 1925 : Cuckoo Love
- 1925 : Hold Everything (réalisé avec Leo McCarey)
- 1925 : Flaming Flappers
- 1926 : Long Pants
- 1926 : Your Husband's Past
- 1926 : The Hug Bug
- 1926 : Ukulele Sheiks
- 1926 : Say It with Babies
- 1926 : Don Key (Son of Burro)
- 1926 : The Cow's Kimona (en)
- 1926 : Deux maris, des soucis ! (Along Came Auntie) (réalisé avec Richard Wallace)
- 1926 : Le Mariage de Laurel (Get 'Em Young) (réalisé avec Stan Laurel)
- 1926 : Scandale à Hollywood (45 minutes from Hollywood)
- 1927 : Two-Time Mama
- 1927 : Maison à louer (Duck Soup)
- 1927 : En plein méli-mélo (Slipping Wives)
- 1927 : Un ancien flirt (Love 'Em and Weep)
- 1927 : Il était un petit navire (Why Girls Love Sailors)
- 1927 : Les Gaietés de l’infanterie (With Love and Hisses)
- 1927 : Poursuite à Luna-Park (Sugar Daddies)
- 1927 : À bord du Miramar (Sailors Beware)
- 1927 : Les Forçats du pinceau (The Second Hundred Years)
- 1927 : Les Deux Détectives (Do Detectives Think?)
- 1927 : Fighting Fathers
- 1928 : Pass the Gravy (réalisé avec Leo McCarey)
- 1928 : Feed 'em and Weep
- 1928 : The Family Group (réalisé avec Leo McCarey)
- 1928 : Aching Youths
- 1928 : Limousine Love
- 1928 : The Fight Pest (réalisé avec Leo McCarey)
- 1928 : La Minute de vérité ou Leur instant d'humiliation (Their Purple Moment)
- 1928 : The Boy Friend
- 1929 : Skirt Shy
- 1930 : The Head Guy
- 1930 : The Fighting Parson
- 1930 : Rich Uncles
- 1930 : Live and Learn
- 1930 : The Boss's Orders
- 1930 : Traffic Tangle
- 1930 : Hold the Baby
- 1930 : Breakfast in Bed
- 1930 : Over the Radio
- 1931 : Campus Champs
- 1931 : Parents Wanted
- 1931 : Chasing Trouble
- 1931 : She Snoops to Conquer
- 1934 : What's Your Racket?
- 1935 : A Quiet Fourth
- 1935 : The Rainmakers (en)
- 1936 : Silly Billies
- 1936 : Mummy's Boys
- 1941 : Tanks a Million
- 1941 : Miss Polly
- 1942 : Hay Foot
- 1948 : Here Comes Trouble (en)
- 1952 : Mr. Walkie Talkie

### comme scénariste
- 1949 : Two Knights from Brooklyn
- 1927 : Love 'Em and Weep
- 1930 : Live and Learn
- 1930 : The Boss's Orders
- 1931 : Chasing Trouble
- 1932 : Who, Me?
- 1932 : The Finishing Touch
- 1932 : Boys Will Be Boys de George Stevens
- 1933 : Should Crooners Marry
- 1933 : The Cohens and Kellys in Trouble (en)
- 1933 : Flirting in the Park
- 1934 : Kentucky Kernels
- 1934 : Cracked Shots
- 1935 : The Nitwits de George Stevens
- 1936 : Silly Billies (réalisé par lui-même)
- 1939 : Gunga Din de George Stevens
- 1940 : L'Angoisse d'une nuit (Vigil in the Night) de George Stevens
- 1956 : Géant (Giant) de George Stevens

### comme producteur
- 1919 : Mon ami le voisin (Just Neighbors) de Harold Lloyd et Frank Terry
- 1941 : La Chanson du passé (Penny Serenade) de George Stevens
- 1941 : Niagara Falls
- 1942 : Hay Foot
- 1942 : Dudes Are Pretty People
- 1942 : About Face
- 1942 : La Justice des hommes (The Talk of the Town) de George Stevens
- 1942 : Fall In (en) de Kurt Neumann
- 1942 : The McGuerins from Brooklyn
- 1943 : Plus on est de fous (The More the Merrier) de George Stevens
- 1943 : Taxi, Mister
- 1943 : Prairie Chickens
- 1943 : Yanks Ahoy!
- 1948 : Here Comes Trouble (en)